# Ålum Kirke
Ålum Kirke er en kirke i landsbyen Ålum vest for Randers. Kirken ligger midt i byen på en bakkeknold på Nørreådalens nordside. Kirken er større end de fleste landsbykirker, hvilket formentlig hænger sammen med, at den har været ejet af besidderne af to hovedgårde i sognet, den forsvundne Gjanddrupgård og den stadig eksisterende Fussingø.

## Kirkens ydre
Den oprindelige kirke er en romansk kvaderstenskirke bestående af skib, kor og apsis fra omkring 1200. Det store tårn i renæssancestil samt våbenhuset er tilbygget i slutningen af 1500-tallet. Den romanske del af kirken er bygget over en dobbeltsokkel. Da tårnet blev tilføjet, rev man kirkens vestmur ned og benyttede kvadrene herfra til den nederste del af tårnet. På tårnets sydside bemærker man to granitkvadre med henholdsvis et og to udhuggede menneskeansigter. Den øvre del af tårnet er bygget af munkesten og har svungne gavle. Tårnet er rødkalket og har under glamhullerne en meget særpræget meanderlignende bort i hvidt. Våbenhuset dækker over den oprindelige syddør, som er udformet som en storslået portal med tre søjler på hver side og et tympanon med et relief forestillende De hellige tre Konger og flugten til Ægypten. Portalen minder om flere andre lignende portaler på egnen og har uden tvivl portalen i Viborg Domkirke som forbillede.

## Kirkens indre
Hele kirken har hvælvinger, tre i skibet, et i koret og et halvkuppelhvælv i apsis. Desuden er tårnrummet, som er åbent ind mod kirkeskibet også overhvælvet. Alle hvælvingerne – undtagen tårnrummets – er dekorerede med blomsterornamentik fra midten af 1600-tallet. Altertavlen er fra midten af 1800-tallet. Alterbilledet forestillende Kristus på Oliebjerget er malet af E. Czarnikow og er en kopi af et billede af den italienske maler Giovanni Bellini. Den kraftige egetræsramme menes lavet af G. Bindesbøll. Prædikestolen er fremstillet i 1601 og er af egetræ med udskårne søjler og med stjerner i felterne. Døbefonten er en romansk granitfont med dobbeltløver adskilt af bladranker.
Orglet er fra 1987, fremstillet af firmaet Jensen og Thomsen. Det er anbragt op mod nordmuren i skibets vestlige del.

## Gravminder
Også i kirkens indre er det tydeligt, at den har en fortid som ”herregårdskirke”. I tårnrummet finder man to pragtsarkofager i marmor, som indeholder de jordiske rester af gehejmeråd Christian Ludvig Scheel von Plessen, død 1752, og hans hustru Charlotte Amalie Skeel. På tårnrummets vægge hænger kistebeslag fra kister, som står i en nu tilmuret krypt under kirkens kor. Her er personer fra slægten Skeel bisat. I en krypt under tårnrummet findes et antal kister med medlemmer af slægten Scheel von Plessen. I koret ses på sydvæggen et epitafium for rigsråd Christen Skeel (død 1659) og dennes to hustruer, Birgitte Rud og Margrethe Lunge. Ved siden af epitafiet findes en tavle med navnene på ejerne af Fussingø. På nordvæggen findes tættest ved alteret en slidt ligsten for Albret Skeel (død 1568) og hustru Kirsten Sandberg, og bag døbefonten en meget kunstfærdigt udført ligsten i sort marmor for rigsråd Christen Skeel (den ældre) (død 1595) og hustru Margrethe Brahe. Ved opgangen til prædikestolen hænger en kårde, som har tilhørt en løjtnant Erik Hermann Kaas. Han skal i lede ved sit krigshåndværk have hængt sit våben i kirken omkring år 1700. På korbuen ved siden af prædikestolen ses også et krucifiks, som stammer fra Skeelernes gravkrypt.

## Runesten
I og ved Ålum kirke findes i alt fire runesten. To, som er fragmenter, ses i våbenhuset, medens to store og hele sten findes uden for våbenhuset. Den største af Ålum-stenene er speciel ved at dens inskription omfatter en kristen anråbelse.

## Galleri
- Ålum kirke set fra syd
- Christian Frederik Beck, Motiv fra Aalum Kirke, 1898
- Udhuggede mandshoveder i granitkvader på Ålum kirkes sydmur
- Ålum kirkes sydportal
- Ålum kirkes indre
- Ålum kirkes alter
- Ålum kirkes døbefont